# Wayne Huizenga
Harry Wayne Huizenga Sr., född 29 december 1937 i Evergreen Park i Illinois, död 22 mars 2018 i Fort Lauderdale i Florida, var en amerikansk entreprenör. Han är mest känd för att ha grundat företagen Autonation och Waste Management samt sportorganisationerna Florida Marlins (MLB) och Florida Panthers (NHL). Han var även ägare av Blockbuster och Waste Managements största konkurrent Republic Services samt Miami Dolphins (NFL).
Den 22 mars 2018 avled Huizenga av sviter från cancer i sitt hem i Fort Lauderdale. Vid sin död var han världens 859:e rikaste med en förmögenhet på 2,8 miljarder amerikanska dollar.